# ТЕС Барапукурія
25°33′15″ пн. ш. 88°56′58″ сх. д. / 25.55417° пн. ш. 88.94944° сх. д.
ТЕС Барапукурія (Barapukuria) – теплова електростанція, що на північному заході Бангладеш, яка належить державній компанії Bangladesh Power Development Board (BPDB). Перша вугільна електростанція в історії енергетики країни та наразі єдина, яка розрахована на використання місцевого ресурсу. 
В 2006 році на майданчику станції стали до ладу два конденсаційні енергоблоки з паровими турбінами потужністю по 125 МВт. Основне обладнання для них (котли, турбіни та генератори) постачила китайська компанія Shanghai Electric Power Generation Engineering. Станом на середину 2010-х через технічний стан фактичні показники блоків зменшились до 80 МВт, при цьому в 2018/2019 році фактична чиста паливна ефективність становила лише 19,4%. 
У 2018-му ввели в експлуатацію третій блок з паровою турбіною потужністю 275 МВт, підряд на спорудження якого виконала китайська компанія Harbin Electric International. В 2018/2019 році його фактична чиста паливна ефективність становила 32,4%.
Вугілля для роботи ТЕС отримують по конвеєру із розташованої неподалік вугільної копальні Барапукурія. 
Щоб отримувати воду для охолодження перших двох блоків спорудили 14 свердловин.
Видача продукції відбувається по ЛЕП, розрахованим на роботу під напругою 230 кВ та 132 кВ.